# Rabi simmiltim
A rabi simmilti(m) cím, szó szerinti fordításban a lépcsők felügyelője, de általában lépcsőnagynak fordítják, a hettiták legfőbb bíróságának főnöke, minden más típusú bíróság elöljárója. Hatáskörén kívülre csak a pankusz és a tulijasz döntései kerültek.
A címet a legtöbb ismert esetben az uralkodó fia, a kijelölt trónörökös, vagy valamely közeli családtag viselte. Ez az általánosítás arra is alkalmas, hogy egyes esetekben a rokonságot bizonyítsa. Anittasz lépcsőnagyának, Peruvasznak rokonsága nem ismert, de pusztán e cím alapján felteszik, hogy Anittasz fia volt.